# Fischregion
Fischregionen sind nach ökologischen Gesichtspunkten – im Wesentlichen nach dem Vorkommen charakteristischer Fischarten (Leitfischarten) – bestimmte Zonen von Fließgewässern (Bäche und Flüsse von der Quelle bis zum Meer, durchflossene Seen und Kanäle).
Stehende Gewässer werden in andere ökologische Lebenszonen gegliedert: Freiwasserzone (Pelagial) und Bodenzone (Benthal).

## Forellenregion
Die Forellenregion befindet sich in der Regel am Oberlauf eines Fließgewässers. Es herrscht eine sehr starke Strömung, dadurch wird das Wasser über Kies und größere Steine umgewälzt und mit Sauerstoff angereichert. Die Wassertemperatur steigt selten über 10 °C. Der Grund besteht aus Felsgestein, Geröll und Grobkies.
- Leitfisch ist: Bachforelle
- Vergesellschaftet mit: Groppe, Elritze und Bachneunauge

Limnologische Einteilung: Epirhithral (obere Forellenregion) und Metarhithral (untere Forellenregion)

## Äschenregion
In der Äschenregion existiert immer noch eine starke Strömung und hoher Sauerstoffgehalt, aber es gibt mehr Pflanzen als in der Forellenregion. Die Wassertemperatur steigt hier schon bis 15 °C, der Untergrund besteht aus Geröll und grob- bis feinkörnigem Kies.
- Leitfisch ist: Äsche
- Vergesellschaftet mit: Nase, Gründling, Schneider, Döbel, Quappe,  Meerforelle,  Lachse und Huchen (Donauraum)

Limnologische Einteilung: Hyporhithral
Forellen-  und Äschenregionen werden auch zusammengefasst als Salmonidenregion (limnologisch Rhithral) bezeichnet.

## Barbenregion
In der Barbenregion beträgt die Wassertemperatur um die 15 °C, der Grund besteht aus grobkörnigem Sand und feinkörnigem Kies. Die Fließgewässer (Spiegelbreiten) werden breiter und die Strömung ist nur noch schwach. Der Sauerstoffgehalt schwankt und ist geringer als in der Äschenregion. Die Uferzone ist vegetationsreich (mit Schilfgürteln).
- Leitfisch ist:  Barbe
- Vergesellschaftet mit: Aland, Rapfen, Lachs und Streber (Donaugebiet), Hasel, Zährte, Rotauge, Rotfeder und Brachse sowie Wels und Stör
Flussbarsch, Hecht, Zander und Aal sind bereits anzutreffen.

Limnologische Einteilung: Epipotamal

## Brachsenregion (Bleiregion)
Die Brachsenregion ist die artenreichste Fischregion und liegt am Unterlauf eines Flusses. Die Temperaturen sind im Sommer bis 20 °C, im Winter friert der Fluss hier oft zu. Der Pflanzenbewuchs ist sehr üppig und der Untergrund besteht aus feinem Sand, teilweise lagert sich Schlamm ab. Der Sauerstoffgehalt ist sehr niedrig.
- Leitfisch ist:  Brachse (auch Blei genannt)
- Vergesellschaftet mit: Güster, Zander, Flussbarsch, Rotfeder, Rotauge, Schleie, Aal und Hecht
Wildkarpfen, Karausche,  Ukelei, Stör und  Wels sind anzutreffen.

Limnologische Einteilung: Metapotamal
Brachsen- und Barbenregion werden zusammengefasst und auch als Cyprinidenregion (limnologisch Potamal) bezeichnet.

## Kaulbarsch-Flunder-Region
Diese Region zählt bereits zum Brackwasserbereich und ist die letzte Fischregion. Sie liegt im Mündungsdelta zum Meer im Einflussbereich von Ebbe und Flut. Sie ist im Sommer 20 °C warm und wärmer. Der Untergrund besteht aus feinem Sand, Kies und Schlamm. Der Sauerstoffgehalt ist je nach Gezeiten unterschiedlich.
- Leitfisch ist: Kaulbarsch
- Vergesellschaftet mit: Flunder, Meeräsche, Stör und Aal
Daneben kommen der Dreistachlige Stichling und alle Fische der Brachsenregion vor.

Limnologische Einteilung: Hypopotamal

## Klassifikation der Fischregionen nach Gefälle und Breite
Nach DVWK (1996) und Huet (1949)
| Fischregion / Wasserbreite | < 1 m       | 1–5 m       | 5–25 m      | 25–100 m    | > 100 m     |
| -------------------------- | ----------- | ----------- | ----------- | ----------- | ----------- |
|                            | Gefälle [‰] | Gefälle [‰] | Gefälle [‰] | Gefälle [‰] | Gefälle [‰] |
| Obere Forellenregion       | 100–16,5    | 50–15,0     |             |             |             |
| Untere Forellenregion      |             | 15,0–7,5    | 14,5–6,0    |             |             |
| Äschenregion               |             |             | 6,0–2,0     | 4,5–1,25    |             |
| Barbenregion               |             |             |             | 1,25–0,33   | 0,75–0,25   |
| Brachsenregion             |             |             |             |             | 0,25–0      |
| Kaulbarsch-Flunder-Region  |             |             |             |             | 0           |